# 扬娜·多布罗沃利斯卡娅
扬娜·杰尼索夫娜·多布罗沃利斯卡娅（俄語：Яна Денисовна Добровольская，1997年12月8日—），生于俄罗斯联邦秋明州秋明，俄罗斯模特、舞蹈演员，2016年4月16日获得“俄罗斯小姐-2016”选美大赛冠军，将代表俄罗斯参加2016年世界小姐选美大赛。